# Rebecca Henderson
Rebecca Henderson (nacida en 1980) es una actriz canadiense.

## Vida y carrera
Henderson nació y creció en Canadá. Se mudó a Nueva York para asistir a la universidad y tiene una maestría en Bellas Artes de la Universidad de Columbia.
Henderson es conocida por su interpretación de Lizzy en la serie de Netflix Russian Doll y por sus papeles en películas independientes Appropriate Behavior, They Remain y Mickey and the Bear. En octubre de 2019, se anunció que Henderson protagonizaría junto a Sigourney Weaver y Kevin Kline la película de Amblin Partners The Good House. En 2021, se unió al elenco principal de Single Drunk Female de Freeform como Olivia, una periodista lesbiana. Se unió al elenco de la comedia de Hulu Sex Appeal en abril de 2021.

## Filmografía

### Películas
| Año  | Título               | Papel          | Notas        |
| ---- | -------------------- | -------------- | ------------ |
| 2009 | A Lone Star State    | Katie          | Cortometraje |
| 2010 | Meskada              | Lyla Burrows   |              |
| 2011 | Little Horses        | Judy           | Cortometraje |
| 2011 | Genau                | Julie          |              |
| 2012 | Compliance           | Abogada        |              |
| 2013 | Diving Normal        | Rhonda         |              |
| 2013 | Frank the Bastard    | Melody         |              |
| 2014 | Appropriate Behavior | Maxine         |              |
| 2014 | The Mend             | David          |              |
| 2015 | True Story           | Ellen Parks    |              |
| 2015 | Actresses            | Danielle       | Cortometraje |
| 2015 | Mistress America     | Anna           |              |
| 2015 | Buzzer               | Lora           | Cortometraje |
| 2015 | And It Was Good      | Chorus         |              |
| 2017 | Tooth and Nail       | Kate           | Cortometraje |
| 2018 | They Remain          | Jessica        |              |
| 2018 | A Simple Wedding     | Lynne          |              |
| 2019 | Mickey and the Bear  | Leslee Watkins |              |
| 2019 | Lady Liberty         | Dr. Herman     | Cortometraje |
| 2021 | Werewolves Within    | Dr. Jane Ellis |              |
| 2021 | The Good House       | Tess Good      |              |
| 2022 | Sex Appeal           | Ma Kim         |              |
| 2022 | Call Jane            | Edie           |              |

### Televisión
| Año          | Título                  | Papel             | Notes                                                                |
| ------------ | ----------------------- | ----------------- | -------------------------------------------------------------------- |
| 2010         | The Good Wife           | Asistente de Will | Episodio: "Mock"                                                     |
| 2013         | Wallflowers             | Michelle          | Episodio: "Square Pegs"                                              |
| 2015         | The Impossibilities     | Alex              | Recurrente                                                           |
| 2016         | Rectify                 | Jenny Paar        | Episodio: "Happy Unburdening"                                        |
| 2017         | Cleansed                | Candace           | Protagonista                                                         |
| 2017         | I'm Sorry               | Leah              | Episodio: "Too Slow"                                                 |
| 2017         | Manhunt                 | Judy Clarke       | Recurrente                                                           |
| 2018         | Westworld               | Goldberg          | Recurrente (temporada 2)                                             |
| 2018         | Orange Is the New Black | Alice Denning     | Episodio: "Chocolate Chip Nookie"                                    |
| 2018         | The First               | Cathleen Spencer  | Episodio: "Separation"                                               |
| 2019         | Boy Shorts              | Sara              | Episodio: "SNL"                                                      |
| 2019–present | Russian Doll            | Lizzy             | Recurrente                                                           |
| 2020         | Helpsters               | Farmer Flynn      | Episodio: "Nurse Nina & Farmer Flynn/Firefighter Fran & Painter Pat" |
| 2022         | Single Drunk Female     | Olivia            | Protagonista                                                         |
| 2022         | Inventing Anna          | Catherine McCaw   | 6 episodios                                                          |
| 2022         | The Accidental Wolf     |                   | Temporada 2                                                          |
| 2024         | The Acolyte             | Vernestra Rwoh    | Posproducción                                                        |

### Videojuegos
| Año  | Título                  | Papel                    |
| ---- | ----------------------- | ------------------------ |
| 2008 | Grand Theft Auto IV     | Michelle / Karen Daniels |
| 2013 | Grand Theft Auto V      | Michelle / Karen Daniels |
| 2017 | Grand Theft Auto Online | Michelle / Karen Daniels |

## Vida personal
Henderson se identifica como lesbiana. En 2016, Henderson se casó con la escritora y directora Leslye Headland. Residen en Nueva York. Ella es la mejor amiga de Katherine Waterston.